# Холмс, Гарри (эсперантист)
Гарри Уильям Холмс (англ. Harry William Holmes, 1896—1986) — британский эсперантист, офицер Ордена Британской империи (англ. OBE), почётный президент Всемирной ассоциации эсперанто.

## Биография
Профессиональный военный, служил в качестве офицера штаба министерства обороны Великобритании, в звании бригадного генерала. В 1955 году награждён Орденом Британской империи.
Гарри и его жена Нора Холмс (1902 −1993) в течение двух десятилетий были одними из самых активных членов Лондонского эсперанто-клуба. Гарри Холмс был президентом этого клуба с 1933 по 1952 годы. Нора Холмс была настолько вовлечена в дела мужа, что Гарри нередко в шутку говорил о «нашем президентстве».
В 1956 году Г. Холмс был избран вице-президентом Всемирной ассоциации эсперанто (UEA) и в этой должности находился до 1964 года. После смерти президента UEA Д. Кануто в 1960 году, Г.Холмс был исполняющим обязанности президента до 1962 года, а в 1964 году, после смерти тогдашнего президента UEA Х. Яги, Г. Холмс снова был непродолжительное время исполняющим обязанности президента. На 49-м всемирном конгрессе эсперантистов в Гааге в 1964 году, Г. Холмс был единогласно избран почётным президентом UEA в знак признания его неустанного труда и выдающихся заслуг перед эсперанто-движением. В 1974 году в связи с изменениями в руководстве UEA, он подал в отставку с должности почётного президента.
Последней работой Гарри Холмса, опубликованной в 1981 году, была «Londono Vokas» («Лондон зовёт»), повествующая о 75-летней истории Лондонского эсперанто-клуба.